# Obniżony krawężnik

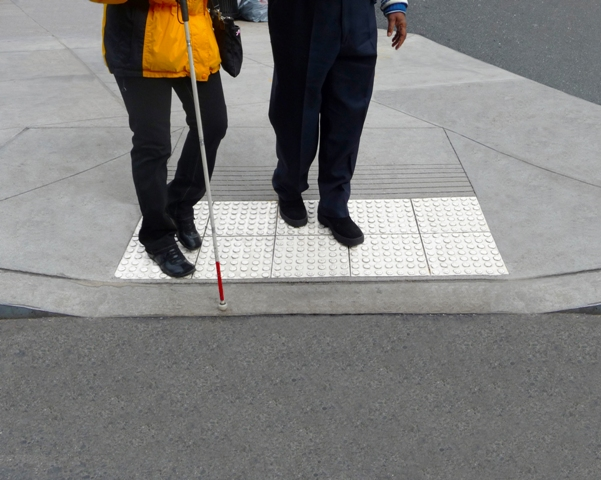
Łagodny zjazd z detektorem

Obniżony krawężnik (ang. curb cut) lub łagodny zjazd – zjazd z poziomu chodnika na jezdnię.
Obniżony krawężnik umożliwia na przykład osobie z niepełnosprawnością na wózku inwalidzkim lub rowerzyście łatwe przedostanie się na drugą stronę ulicy.
W Stanach Zjednoczonych pierwszy tego typu podjazd został wykonany w Berkeley w 1970 roku, co jest upamiętnione tablicą pamiątkową. Prawo amerykańskie (Americans with Disabilities Act of 1990) wymaga, żeby wszystkie przejścia dla pieszych miały łagodne zjazdy.